# Pagar Alam

Pagar Alam – miasto w Indonezji na wyspie Sumatra w prowincji Sumatra Południowa.
Leży na przedgórzu gór Barisan u podnóży wulkanów Dempo (3159 m) i Patah (2817 m); powierzchnia 626 km²; 147 tys. mieszkańców (2022). 